# Račeva
Račeva – wieś w Słowenii, w regionie Gorenjskim, w gminie Žiri. 1 stycznia 2017 liczyła 47 mieszkańców.